# Seznam vítězů turnajů Masters
Seznam vítězů turnajů Masters představuje chronologický přehled finálových zápasů ve dvouhře a čtyřhře mužských tenisových profesionálních turnajů kategorie ATP Tour Masters 1000 od sezóny 1990.

## Přehled finále
|  | první titul na Masters (od 2021) |

### 1990
| Turnaj       | vítěz           | finalista       | výsledek                 | vítězové                    | finalisté                     | výsledek      |
| ------------ | --------------- | --------------- | ------------------------ | --------------------------- | ----------------------------- | ------------- |
| Indian Wells | Stefan Edberg   | Andre Agassi    | 6–4, 5–7, 7–6(1), 7–6(6) | Boris Becker Guy Forget     | Jim Grabb Patrick McEnroe     | 4–6, 6–4, 6–3 |
| Miami        | Andre Agassi    | Stefan Edberg   | 6–1, 6–4, 0–6, 6–2       | Rick Leach Jim Pugh         | Boris Becker Cassio Motta     | 6–4, 3–6, 6–3 |
| Monte Carlo  | Andrej Česnokov | Thomas Muster   | 7–5, 6–3, 6–3            | Petr Korda Tomáš Šmíd       | Andrés Gómez Javier Sánchez   | 6–4, 7–6      |
| Hamburk      | Juan Aguilera   | Boris Becker    | 6–1, 6–0, 7–6(7)         | Sergi Bruguera Jim Courier  | Udo Riglewski Michael Stich   | 7–6, 6–2      |
| Řím          | Thomas Muster   | Andrej Česnokov | 6–1, 6–3, 6–1            | Sergio Casal Emilio Sánchez | Jim Courier Martin Davis      | 7–6, 7–5      |
| Toronto      | Michael Chang   | Jay Berger      | 4–6, 6–3, 7–6(2)         | Paul Annacone David Wheaton | Broderick Dyke Peter Lundgren | 6–1, 7–6      |
| Cincinnati   | Stefan Edberg   | Brad Gilbert    | 6–1, 6–1                 | Darren Cahill M. Kratzmann  | Neil Broad Gary Muller        | 7–6, 6–2      |
| Stockholm    | Boris Becker    | Stefan Edberg   | 6–4, 6–0, 6–3            | Guy Forget Jakob Hlasek     | John Fitzgerald Anders Järryd | 6–4, 6–2      |
| Paříž        | Stefan Edberg   | Boris Becker    | 3–3skreč                 | Scott Davis David Pate      | Darren Cahill Mark Kratzmann  | 5–7, 6–3, 6–4 |

### 1991
| Turnaj       | vítěz           | finalista         | výsledek                   | vítězové                      | finalisté                     | výsledek      |
| ------------ | --------------- | ----------------- | -------------------------- | ----------------------------- | ----------------------------- | ------------- |
| Indian Wells | Jim Courier     | Guy Forget        | 4–6, 6–3, 4–6, 6–3, 7–6(4) | Jim Courier Javier Sánchez    | Guy Forget Henri Leconte      | 7–6, 3–6, 6–3 |
| Miami        | Jim Courier     | David Wheaton     | 4–6, 6–3, 6–4              | Wayne Ferreira Piet Norval    | Ken Flach Robert Seguso       | 5–7, 7–6, 6–2 |
| Monte Carlo  | Sergi Bruguera  | Boris Becker      | 5–7, 6–4, 7–6(6), 7–6(4)   | Luke Jensen Laurie Warder     | Paul Haarhuis M. Koevermans   | 5–7, 7–6, 6–4 |
| Hamburk      | Karel Nováček   | Magnus Gustafsson | 6–3, 6–3, 5–7, 0–6, 6–1    | Sergio Casal Emilio Sánchez   | Cassio Motta Danie Visser     | 4–6, 6–3, 6–2 |
| Řím          | Emilio Sánchez  | Alberto Mancini   | 6–3, 6–1, 3–0skreč         | Omar Camporese G. Ivanišević  | Luke Jensen Laurie Warder     |               |
| Montreal     | Andrej Česnokov | Petr Korda        | 3–6, 6–4, 6–3              | P. Galbraith Todd Witsken     | Grant Connell Glenn Michibata | 6–4, 3–6, 6–1 |
| Cincinnati   | Guy Forget      | Pete Sampras      | 2–6, 7–6(4), 6–4           | Ken Flach Robert Seguso       | Grant Connell Glenn Michibata | 6–7, 6–4, 7–5 |
| Stockholm    | Boris Becker    | Stefan Edberg     | 3–6, 6–4, 1–6, 6–2, 6–2    | John Fitzgerald Anders Järryd | Tom Nijssen Cyril Suk         | 7–5, 6–2      |
| Paříž        | Guy Forget      | Pete Sampras      | 7–6(9), 4–6, 5–7, 6–4, 6–4 | John Fitzgerald Anders Järryd | Kelly Jones Rick Leach        | 3–6, 6–3, 6–2 |

### 1992
| Turnaj       | vítěz            | finalista        | výsledek                 | vítězové                       | finalisté                      | výsledek      |
| ------------ | ---------------- | ---------------- | ------------------------ | ------------------------------ | ------------------------------ | ------------- |
| Indian Wells | Michael Chang    | Andrej Česnokov  | 6–3, 6–4, 7–5            | Steve DeVries D. Macpherson    | Kent Kinnear Sven Salumaa      | 4–6, 6–3, 6–3 |
| Miami        | Michael Chang    | Alberto Mancini  | 7–5, 7–5                 | Ken Flach Todd Witsken         | Kent Kinnear Sven Salumaa      | 6–4, 6–3      |
| Monte Carlo  | Thomas Muster    | Aaron Krickstein | 6–3, 6–1, 6–3            | Boris Becker Michael Stich     | Petr Korda Karel Nováček       | 6–4, 6–4      |
| Hamburk      | Stefan Edberg    | Michael Stich    | 5–7, 6–4, 6–1            | Sergio Casal Emilio Sánchez    | Carl–Uwe Steeb Michael Stich   | 5–7, 6–4, 6–3 |
| Řím          | Jim Courier      | Carlos Costa     | 7–6(3), 6–0, 6–4         | Jakob Hlasek Marc Rosset       | Wayne Ferreira Mark Kratzmann  | 6–4 3–6 6–1   |
| Toronto      | Andre Agassi     | Ivan Lendl       | 3–6, 6–2, 6–0            | Danie Visser P. Galbraith      | Andre Agassi John McEnroe      | 6–4, 6–4      |
| Cincinnati   | Pete Sampras     | Ivan Lendl       | 6–3, 3–6, 6–3            | Todd Woodbridge Mark Woodforde | Patrick McEnroe Jonathan Stark | 6–3, 1–6, 6–3 |
| Stockholm    | Goran Ivanišević | Guy Forget       | 7–6(2), 4–6, 7–6(5), 6–2 | Todd Woodbridge Mark Woodforde | Steve DeVries David Macpherson | 6–3, 6–4      |
| Paříž        | Boris Becker     | Guy Forget       | 7–6(3), 6–3, 3–6, 6–3    | John McEnroe Patrick McEnroe   | Patrick Galbraith Danie Visser | 6–4, 6–2      |

### 1993
| Turnaj       | vítěz            | finalista          | výsledek                 | vítězové                       | finalisté                      | výsledek      |
| ------------ | ---------------- | ------------------ | ------------------------ | ------------------------------ | ------------------------------ | ------------- |
| Indian Wells | Jim Courier      | Wayne Ferreira     | 6–3, 6–3, 6–1            | Guy Forget Henri Leconte       | Luke Jensen Scott Melville     | 6–4, 7–5      |
| Miami        | Pete Sampras     | MaliVai Washington | 6–3, 6–2                 | R. Krajicek Jan Siemerink      | Patrick McEnroe Jonathan Stark | 6–7, 6–4, 7–6 |
| Monte Carlo  | Sergi Bruguera   | Cédric Pioline     | 7–6(2), 6–0              | Stefan Edberg Petr Korda       | Paul Haarhuis Mark Koevermans  | 3–6, 6–2, 7–6 |
| Hamburk      | Michael Stich    | Andrej Česnokov    | 6–3, 6–7(1), 7–6(7), 6–4 | Paul Haarhuis M. Koevermans    | Grant Connell P. Galbraith     | 6–4, 6–7, 7–6 |
| Řím          | Jim Courier      | Goran Ivanišević   | 6–1, 6–2, 6–2            | Jacco Eltingh Paul Haarhuis    | Wayne Ferreira Mark Kratzmann  | 6–4, 7–6      |
| Montreal     | Mikael Pernfors  | Todd Martin        | 2–6, 6–2, 7–5            | Jim Courier Mark Knowles       | Glenn Michibata David Pate     | 6–4, 7–6      |
| Cincinnati   | Michael Chang    | Stefan Edberg      | 7–5, 0–6, 6–4            | Andre Agassi Petr Korda        | Stefan Edberg Henrik Holm      | 7–6, 6–4      |
| Stockholm    | Michael Stich    | Goran Ivanišević   | 4–6, 7–6(6), 7–6(3), 6–2 | Todd Woodbridge Mark Woodforde | Gary Muller Danie Visser       | 6–1, 3–6, 6–2 |
| Paříž        | Goran Ivanišević | Andrij Medveděv    | 6–4, 6–2, 7–6(3)         | Byron Black Jonathan Stark     | Tom Nijssen Cyril Suk          | 4–6, 7–5, 6–2 |

### 1994
| Turnaj       | vítěz           | finalista           | výsledek                | vítězové                       | finalisté                        | výsledek      |
| ------------ | --------------- | ------------------- | ----------------------- | ------------------------------ | -------------------------------- | ------------- |
| Indian Wells | Pete Sampras    | Petr Korda          | 4–6, 6–3, 3–6, 6–3, 6–2 | Grant Connell P. Galbraith     | Byron Black Jonathan Stark       | 7–5, 6–3      |
| Miami        | Pete Sampras    | Andre Agassi        | 5–7, 6–3, 6–3           | Jacco Eltingh Paul Haarhuis    | Mark Knowles Jared Palmer        | 7–6, 7–6      |
| Monte Carlo  | Andrij Medveděv | Sergi Bruguera      | 7–5, 6–1, 6–3           | Nicklas Kulti Magnus Larsson   | Jevgenij Kafelnikov Daniel Vacek | 3–6, 7–6, 6–4 |
| Hamburk      | Andrij Medveděv | Jevgenij Kafelnikov | 6–4, 6–4, 3–6, 6–3      | Scott Melville Piet Norval     | Henrik Holm Anders Järryd        | 6–3, 6–4      |
| Řím          | Pete Sampras    | Boris Becker        | 6–1, 6–2, 6–2           | Jevgenij Kafelnikov David Rikl | Wayne Ferreira Javier Sánchez    | 6–1, 7–5      |
| Toronto      | Andre Agassi    | Jason Stoltenberg   | 6–4, 6–4                | Byron Black Jonathan Stark     | Jared Palmer Patrick McEnroe     | 6–4, 6–4      |
| Cincinnati   | Michael Chang   | Stefan Edberg       | 6–2, 7–5                | Alex O'Brien Sandon Stolle     | Wayne Ferreira Mark Kratzmann    | 6–7, 6–3, 6–2 |
| Stockholm    | Boris Becker    | Goran Ivanišević    | 4–6, 6–4, 6–3, 7–6(4)   | Todd Woodbridge Mark Woodforde | Jan Apell Jonas Björkman         | 6–3, 6–4      |
| Paříž        | Andre Agassi    | Marc Rosset         | 6–3, 6–3, 4–6, 7–5      | Jacco Eltingh Paul Haarhuis    | Byron Black Jonathan Stark       | 3–6, 7–6, 7–5 |

### 1995
| Turnaj       | vítěz           | finalista          | výsledek                   | vítězové                              | finalisté                     | výsledek      |
| ------------ | --------------- | ------------------ | -------------------------- | ------------------------------------- | ----------------------------- | ------------- |
| Indian Wells | Pete Sampras    | Andre Agassi       | 7–5, 6–3, 7–5              | Tommy Ho Brett Steven                 | Gary Muller Piet Norval       | 6–4, 7–6      |
| Miami        | Andre Agassi    | Pete Sampras       | 3–6, 6–2, 7–6(4)           | Todd Woodbridge Mark Woodforde        | Jim Grabb Patrick McEnroe     | 6–3, 7–6      |
| Monte Carlo  | Thomas Muster   | Boris Becker       | 4–6, 5–7, 6–1, 7–6(6), 6–0 | Jacco Eltingh Paul Haarhuis           | Luis Lobo Javier Sánchez      | 6–3, 6–4      |
| Hamburk      | Andrij Medveděv | Goran Ivanišević   | 6–3, 6–2, 6–1              | Wayne Ferreira Jevgenij Kafelnikov    | Byron Black Andrej Olchovskij | 6–1, 7–6      |
| Řím          | Thomas Muster   | Sergi Bruguera     | 3–6, 7–6(5), 6–2, 6–3      | Cyril Suk Daniel Vacek                | Jan Apell Jonas Björkman      | 6–3, 6–4      |
| Montreal     | Andre Agassi    | Pete Sampras       | 3–6, 6–2, 6–3              | Jevgenij Kafelnikov Andrej Olchovskij | Brian MacPhie Sandon Stolle   | 6–2, 6–2      |
| Cincinnati   | Andre Agassi    | Michael Chang      | 7–5, 6–2                   | Todd Woodbridge Mark Woodforde        | Mark Knowles Daniel Nestor    | 6–2, 3–0skreč |
| Essen        | Thomas Muster   | MaliVai Washington | 7–6(6), 2–6, 6–3, 6–4      | Jacco Eltingh Paul Haarhuis           | Cyril Suk Daniel Vacek        | 7–5, 6–4      |
| Paříž        | Pete Sampras    | Boris Becker       | 7–6(5), 6–4, 6–4           | Grant Connell P. Galbraith            | Jim Grabb Todd Martin         | 6–2, 6–2      |

### 1996
| Turnaj       | vítěz             | finalista           | výsledek                | vítězové                       | finalisté                        | výsledek      |
| ------------ | ----------------- | ------------------- | ----------------------- | ------------------------------ | -------------------------------- | ------------- |
| Indian Wells | Michael Chang     | Paul Haarhuis       | 7–5, 6–1, 6–1           | Todd Woodbridge Mark Woodforde | Brian MacPhie Michael Tebbutt    | 1–6, 6–2, 6–2 |
| Miami        | Andre Agassi      | Goran Ivanišević    | 3–0skreč                | Todd Woodbridge Mark Woodforde | Ellis Ferreira Patrick Galbraith | 6–1, 6–3      |
| Monte Carlo  | Thomas Muster     | Albert Costa        | 6–3, 5–7, 4–6, 6–3, 6–2 | Ellis Ferreira Jan Siemerink   | Jonas Björkman Nicklas Kulti     | 2–6, 6–3, 6–2 |
| Řím          | Thomas Muster     | Richard Krajicek    | 6–2, 6–4, 3–6, 6–3      | Byron Black Grant Connell      | Libor Pimek Byron Talbot         | 6–2, 6–3      |
| Hamburk      | Roberto Carretero | Àlex Corretja       | 2–6, 6–4, 6–4, 6–4      | Mark Knowles Daniel Nestor     | Guy Forget Jakob Hlasek          | 6–2, 6–4      |
| Toronto      | Wayne Ferreira    | Todd Woodbridge     | 6–2, 6–4                | P. Galbraith Paul Haarhuis     | Mark Knowles Daniel Nestor       | 7–6, 6–3      |
| Cincinnati   | Andre Agassi      | Michael Chang       | 7–6(4), 6–4             | Mark Knowles Daniel Nestor     | Sandon Stolle Cyril Suk          | 3–6, 6–3, 6–4 |
| Stuttgart    | Boris Becker      | Pete Sampras        | 3–6, 6–3, 3–6, 6–3, 6–4 | Sébastien Lareau Alex O'Brien  | Jacco Eltingh Paul Haarhuis      | 3–6, 6–4, 6–3 |
| Paříž        | Thomas Enqvist    | Jevgenij Kafelnikov | 6–2, 6–4, 7–5           | Jacco Eltingh Paul Haarhuis    | Jevgenij Kafelnikov Daniel Vacek | 6–4, 4–6, 7–6 |

### 1997
| Turnaj       | vítěz           | finalista        | výsledek           | vítězové                         | finalisté                         | výsledek      |
| ------------ | --------------- | ---------------- | ------------------ | -------------------------------- | --------------------------------- | ------------- |
| Indian Wells | Michael Chang   | Bohdan Ulihrach  | 4–6, 6–3, 6–4, 6–3 | Mark Knowles Daniel Nestor       | Mark Philippoussis Patrick Rafter | 7–6, 4–6, 7–5 |
| Miami        | Thomas Muster   | Sergi Bruguera   | 7–6(6), 6–3, 6–1   | Todd Woodbridge Mark Woodforde   | Mark Knowles Daniel Nestor        | 7–6, 7–6      |
| Monte Carlo  | Marcelo Ríos    | Àlex Corretja    | 6–4, 6–3, 6–3      | Donald Johnson Francisco Montana | Jacco Eltingh Paul Haarhuis       | 7–6, 2–6, 7–6 |
| Řím          | Àlex Corretja   | Marcelo Ríos     | 7–5, 7–5, 6–3      | Mark Knowles Daniel Nestor       | Byron Black Alex O'Brien          | 6–3, 4–6, 7–5 |
| Hamburk      | Andrij Medveděv | Félix Mantilla   | 6–0, 6–4, 6–2      | Luis Lobo Javier Sánchez         | Neil Broad Piet Norval            | 6–3, 7–6      |
| Montreal     | Chris Woodruff  | Gustavo Kuerten  | 7–5, 4–6, 6–3      | Maheš Bhúpatí Leander Paes       | Sebastien Lareau Alex O'Brien     | 7–6, 6–3      |
| Cincinnati   | Pete Sampras    | Thomas Muster    | 6–3, 6–4           | Todd Woodbridge Mark Woodforde   | Mark Philippoussis Patrick Rafter | 7–6, 4–6, 6–4 |
| Stuttgart    | Petr Korda      | Richard Krajicek | 7–6(6), 6–2, 6–4   | Todd Woodbridge Mark Woodforde   | Rick Leach Jonathan Stark         | 6–3, 6–3      |
| Paříž        | Pete Sampras    | Jonas Björkman   | 6–3, 4–6, 6–3, 6–1 | Jacco Eltingh Paul Haarhuis      | Rick Leach Jonathan Stark         | 6–2, 7–6      |

### 1998
| Turnaj       | vítěz            | finalista           | výsledek                  | vítězové                      | finalisté                        | výsledek      |
| ------------ | ---------------- | ------------------- | ------------------------- | ----------------------------- | -------------------------------- | ------------- |
| Indian Wells | Marcelo Ríos     | Greg Rusedski       | 6–3, 6–7(15), 7–6(4), 6–4 | Jonas Björkman Patrick Rafter | Todd Martin Richey Reneberg      | 6–4, 7–6      |
| Miami        | Marcelo Ríos     | Andre Agassi        | 7–5, 6–3, 6–4             | Ellis Ferreira Rick Leach     | Alex O'Brien Jonathan Stark      | 6–2, 6–4      |
| Monte Carlo  | Carlos Moyà      | Cédric Pioline      | 6–3, 6–0, 7–5             | Jacco Eltingh Paul Haarhuis   | Todd Woodbridge Mark Woodforde   | 6–4, 6–2      |
| Řím          | Marcelo Ríos     | Albert Costa        | bez boje                  | Maheš Bhúpatí Leander Paes    | Ellis Ferreira Rick Leach        | 6–4, 4–6, 7–6 |
| Hamburk      | Albert Costa     | Àlex Corretja       | 6–2, 6–0, 1–0skreč        | Donald Johnson F. Montana     | David Adams Brett Steven         | 6–2, 7–5      |
| Toronto      | Patrick Rafter   | Richard Krajicek    | 7–6(3), 6–4               | Martin Damm Jim Grabb         | Ellis Ferreira Rick Leach        | 6–7, 6–2, 7–6 |
| Cincinnati   | Patrick Rafter   | Pete Sampras        | 1–6, 7–6(2), 6–4          | Mark Knowles Daniel Nestor    | Olivier Delaître Fabrice Santoro | 6–1 2–1skreč  |
| Stuttgart    | Richard Krajicek | Jevgenij Kafelnikov | 6–4, 6–3, 6–3             | Sébastien Lareau Alex O'Brien | Maheš Bhúpatí Leander Paes       | 6–3, 3–6, 7–5 |
| Paříž        | Greg Rusedski    | Pete Sampras        | 6–4, 7–6(4), 6–3          | Maheš Bhúpatí Leander Paes    | Jacco Eltingh Paul Haarhuis      | 6–4, 6–2      |

### 1999
| Turnaj       | vítěz              | finalista           | výsledek                      | vítězové                       | finalisté                         | výsledekdek         |
| ------------ | ------------------ | ------------------- | ----------------------------- | ------------------------------ | --------------------------------- | ------------------- |
| Indian Wells | Mark Philippoussis | Carlos Moyà         | 5–7, 6–4, 6–4, 4–6, 6–2       | Wayne Black Sandon Stolle      | Ellis Ferreira Rick Leach         | 7–6(4), 6–3         |
| Miami        | Richard Krajicek   | Sébastien Grosjean  | 4–6, 6–1, 6–2, 7–5            | Wayne Black Sandon Stolle      | Boris Becker Jan-Michael Gambill  | 6–1, 6–1            |
| Monte Carlo  | Gustavo Kuerten    | Marcelo Ríos        | 6–4, 2–1skreč                 | Olivier Delaître Tim Henman    | Jiří Novák David Rikl             | 6–2, 6–3            |
| Řím          | Gustavo Kuerten    | Patrick Rafter      | 6–4, 7–5, 7–6(6)              | Ellis Ferreira Rick Leach      | David Adams John-Laffnie de Jager | 6–7, 6–1, 6–2       |
| Hamburk      | Marcelo Ríos       | Mariano Zabaleta    | 6–7(5), 7–5, 5–7, 7–6(5), 6–2 | Wayne Arthurs Andrew Kratzmann | Paul Haarhuis Jared Palmer        | 2–6, 7–6(5), 6–2    |
| Montreal     | Thomas Johansson   | Jevgenij Kafelnikov | 1–6, 6–3, 6–3                 | J. Björkman Patrick Rafter     | Byron Black Wayne Ferreira        | 7–6(5), 6–4         |
| Cincinnati   | Pete Sampras       | Patrick Rafter      | 7–6(7), 6–3                   | Byron Black Jonas Björkman     | Todd Woodbridge Mark Woodforde    | 6–3, 7–6(6)         |
| Stuttgart    | Thomas Enqvist     | Richard Krajicek    | 6–1, 6–4, 5–7, 7–5            | Byron Black J. Björkman        | David Adams John-Laffnie de Jager | 6–7(6), 7–6(2), 6–0 |
| Paříž        | Andre Agassi       | Marat Safin         | 7–6(1), 6–2, 4–6, 6–4         | Sébastien Lareau Alex O'Brien  | Paul Haarhuis Jared Palmer        | 7–6(7), 7–5         |

### 2000
| Turnaj       | vítěz           | finalista          | výsledek                        | vítězové                           | finalisté                          | výsledek         |
| ------------ | --------------- | ------------------ | ------------------------------- | ---------------------------------- | ---------------------------------- | ---------------- |
| Indian Wells | Àlex Corretja   | Thomas Enqvist     | 6–4, 6–4, 6–3                   | Alex O'Brien Jared Palmer          | Paul Haarhuis Sandon Stolle        | 6–4, 7–6(5)      |
| Miami        | Pete Sampras    | Gustavo Kuerten    | 6–1, 6–7(2), 7–6(5), 7–6(8)     | Todd Woodbridge Mark Woodforde     | Martin Damm Dominik Hrbatý         | 6–3, 6–4         |
| Monte Carlo  | Cédric Pioline  | Dominik Hrbatý     | 6–3, 7–6(3), 7–6(6)             | Wayne Ferreira Jevgenij Kafelnikov | Paul Haarhuis Sandon Stolle        | 6–3, 2–6, 6–1    |
| Řím          | Magnus Norman   | Gustavo Kuerten    | 6–3, 4–6, 6–4, 6–4              | Martin Damm Dominik Hrbatý         | Wayne Ferreira Jevgenij Kafelnikov | 6–4, 4–6, 6–3    |
| Hamburk      | Gustavo Kuerten | Marat Safin        | 6–4, 5–7, 6–4, 5–7, 7–6(3)      | Todd Woodbridge Mark Woodforde     | Wayne Arthurs Sandon Stolle        | 6–7(4), 6–4, 6–3 |
| Toronto      | Marat Safin     | Harel Levy         | 6–3, 6–2                        | Sébastien Lareau Daniel Nestor     | Joshua Eagle Andrew Florent        | 6–3, 7–6(3)      |
| Cincinnati   | Thomas Enqvist  | Tim Henman         | 7–6(5), 6–4                     | Todd Woodbridge Mark Woodforde     | Ellis Ferreira Rick Leach          | 7–6(6), 6–4      |
| Stuttgart    | Wayne Ferreira  | Lleyton Hewitt     | 7–6(6),3–6, 6–7(5), 7–6(2), 6–2 | Jiří Novák David Rikl              | Donald Johnson Piet Norval         | 3–6, 6–3, 6–4    |
| Paříž        | Marat Safin     | Mark Philippoussis | 3–6, 7–6(7), 6–4, 3–6, 7–6(8)   | Nicklas Kulti Max Mirnyj           | Paul Haarhuis Daniel Nestor        | 6–4, 7–5         |

### 2001
| Turnaj       | vítěz               | finalista           | výsledek                   | vítězové                           | finalisté                      | výsledek         |
| ------------ | ------------------- | ------------------- | -------------------------- | ---------------------------------- | ------------------------------ | ---------------- |
| Indian Wells | Andre Agassi        | Pete Sampras        | 7–6(5), 7–5, 6–1           | Wayne Ferreira Jevgenij Kafelnikov | Jonas Björkman Todd Woodbridge | 6–2, 7–5         |
| Miami        | Andre Agassi        | Jan-Michael Gambill | 7–6(4), 6–1, 6–0           | Jiří Novák David Rikl              | Jonas Björkman Todd Woodbridge | 7–5, 7–6(3)      |
| Monte Carlo  | Gustavo Kuerten     | Hišám Arází         | 6–3, 6–2, 6–4              | Jonas Björkman Todd Woodbridge     | Joshua Eagle Andrew Florent    | 3–6, 6–4, 6–2    |
| Řím          | Juan Carlos Ferrero | Gustavo Kuerten     | 3–6, 6–1, 2–6, 6–4, 6–2    | Wayne Ferreira Jevgenij Kafelnikov | Daniel Nestor Sandon Stolle    | 6–4, 7–6(6)      |
| Hamburk      | Albert Portas       | Juan Carlos Ferrero | 4–6, 6–2, 0–6, 7–6(5), 7–5 | Jonas Björkman Todd Woodbridge     | Daniel Nestor Sandon Stolle    | 7–6(2), 3–6, 6–3 |
| Montreal     | Andrei Pavel        | Patrick Rafter      | 7–6(3), 2–6, 6–3           | Jiří Novák David Rikl              | Donald Johnson Jared Palmer    | 6–4, 3–6, 6–3    |
| Cincinnati   | Gustavo Kuerten     | Patrick Rafter      | 6–1, 6–3                   | Maheš Bhúpatí Leander Paes         | Martin Damm David Prinosil     | 7–6(3), 6–3      |
| Stuttgart    | Tommy Haas          | Max Mirnyj          | 6–2, 6–2, 6–2              | Max Mirnyj Sandon Stolle           | Ellis Ferreira Jeff Tarango    | 7–6(7), 7–6(4)   |
| Paříž        | S. Grosjean         | Jevgenij Kafelnikov | 7–6(3), 6–1, 6–7(5), 6–4   | Ellis Ferreira Rick Leach          | Maheš Bhúpatí Leander Paes     | 3–6, 6–4, 6–3    |

### 2002
| Turnaj       | vítěz               | finalista      | výsledek           | vítězové                          | finalisté                         | výsledek         |
| ------------ | ------------------- | -------------- | ------------------ | --------------------------------- | --------------------------------- | ---------------- |
| Indian Wells | Lleyton Hewitt      | Tim Henman     | 6–1, 6–2           | Mark Knowles Daniel Nestor        | Roger Federer Max Mirnyj          | 6–4, 6–4         |
| Miami        | Andre Agassi        | Roger Federer  | 6–3, 6–3, 3–6, 6–4 | Mark Knowles Daniel Nestor        | Donald Johnson Jared Palmer       | 6–3, 3–6, 6–1    |
| Monte Carlo  | Juan Carlos Ferrero | Carlos Moyà    | 7–5, 6–3, 6–4      | Jonas Björkman Todd Woodbridge    | Paul Haarhuis Jevgenij Kafelnikov | 6–3, 3–6, 10–7   |
| Řím          | Andre Agassi        | Tommy Haas     | 6–3, 6–3, 6–0      | Martin Damm Cyril Suk             | Wayne Black Kevin Ullyett         | 7–5, 7–5         |
| Hamburk      | Roger Federer       | Marat Safin    | 6–1, 6–3, 6–4      | Maheš Bhúpatí Jan-Michael Gambill | Jonas Björkman Todd Woodbridge    | 6–2, 6–4         |
| Toronto      | Guillermo Cañas     | Andy Roddick   | 6–4, 7–5           | Bob Bryan Mike Bryan              | Mark Knowles Daniel Nestor        | 4–6, 7–6(1), 6–3 |
| Cincinnati   | Carlos Moyà         | Lleyton Hewitt | 7–5, 7–6(5)        | James Blake Todd Martin           | Maheš Bhúpatí Max Mirnyj          | 7–5, 6–3         |
| Madrid       | Andre Agassi        | Jiří Novák     | bez boje           | Mark Knowles Daniel Nestor        | Maheš Bhúpatí Max Mirnyj          | 6–3, 5–7, 6–0    |
| Paříž        | Marat Safin         | Lleyton Hewitt | 7–6(4), 6–0, 6–4   | Nicolas Escudé Fabrice Santoro    | Gustavo Kuerten Cédric Pioline    | 6–3, 7–6(6)      |

### 2003
| Turnaj       | vítěz               | finalista        | výsledek            | vítězové                           | finalisté                      | výsledek         |
| ------------ | ------------------- | ---------------- | ------------------- | ---------------------------------- | ------------------------------ | ---------------- |
| Indian Wells | Lleyton Hewitt      | Gustavo Kuerten  | 6–1, 6–1            | Wayne Ferreira Jevgenij Kafelnikov | Bob Bryan Mike Bryan           | 3–6, 7–5, 6–4    |
| Miami        | Andre Agassi        | Carlos Moyà      | 6–3, 6–3            | Roger Federer Max Mirnyj           | Leander Paes David Rikl        | 7–5, 6–3         |
| Monte Carlo  | Juan C. Ferrero     | Guillermo Coria  | 6–2, 6–2            | Maheš Bhúpatí Max Mirnyj           | Michaël Llodra Fabrice Santoro | 6–4, 3–6, 7–6(6) |
| Řím          | Félix Mantilla      | Roger Federer    | 7–5, 6–2, 7–6(8)    | Wayne Arthurs Paul Hanley          | Michaël Llodra Fabrice Santoro | 6–1, 6–3         |
| Hamburk      | Guillermo Coria     | Agustín Calleri  | 6–3, 6–4, 6–4       | Mark Knowles Daniel Nestor         | Maheš Bhúpatí Max Mirnyj       | 6–4, 7–6(10)     |
| Montreal     | Andy Roddick        | David Nalbandian | 6–1, 6–3            | Maheš Bhúpatí Max Mirnyj           | Jonas Björkman Todd Woodbridge | 6–3, 7–6(4)      |
| Cincinnati   | Andy Roddick        | Mardy Fish       | 4–6, 7–6(3), 7–6(4) | Bob Bryan Mike Bryan               | Wayne Arthurs Paul Hanley      | 7–5, 7–6(5)      |
| Madrid       | Juan Carlos Ferrero | Nicolás Massú    | 6–3, 6–4, 6–3       | Maheš Bhúpatí Max Mirnyj           | Wayne Black Kevin Ullyett      | 6–2, 2–6, 6–3    |
| Paříž        | Tim Henman          | Andrei Pavel     | 6–2, 7–6(6), 7–6(2) | Wayne Arthurs Paul Hanley          | Michaël Llodra Fabrice Santoro | 6–3, 1–6, 6–3    |

### 2004
| Turnaj       | vítěz           | finalista        | výsledek              | vítězové                          | finalisté                      | výsledek      |
| ------------ | --------------- | ---------------- | --------------------- | --------------------------------- | ------------------------------ | ------------- |
| Indian Wells | Roger Federer   | Tim Henman       | 6–3, 6–3              | Arnaud Clément Sébastien Grosjean | Wayne Black Kevin Ullyett      | 6–3, 4–6, 7–5 |
| Miami        | Andy Roddick    | Guillermo Coria  | 6–7(2), 6–3, 6–1skreč | Wayne Black Kevin Ullyett         | Jonas Björkman Todd Woodbridge | 6–2, 7–6(12)  |
| Monte Carlo  | Guillermo Coria | Rainer Schüttler | 6–2, 6–1, 6–3         | Tim Henman Nenad Zimonjić         | Gastón Etlis Martín Rodríguez  | 7–5, 6–2      |
| Řím          | Carlos Moyà     | David Nalbandian | 6–3, 6–3, 6–1         | Maheš Bhúpatí Max Mirnyj          | Wayne Arthurs Paul Hanley      | 2–6, 6–3, 6–4 |
| Hamburk      | Roger Federer   | Guillermo Coria  | 4–6, 6–4, 6–2, 6–3    | Wayne Black Kevin Ullyett         | Bob Bryan Mike Bryan           | 6–4, 6–2      |
| Toronto      | Roger Federer   | Andy Roddick     | 7–5, 6–3              | M. Bhupathi Leander Paes          | Jonas Björkman Max Mirnyj      | 6–4, 6–2      |
| Cincinnati   | Andre Agassi    | Lleyton Hewitt   | 6–3, 3–6, 6–2         | Mark Knowles Daniel Nestor        | Jonas Björkman Todd Woodbridge | 6–2, 3–6, 6–3 |
| Madrid       | Marat Safin     | David Nalbandian | 6–2, 6–4, 6–3         | Mark Knowles Daniel Nestor        | Bob Bryan Mike Bryan           | 6–3, 6–4      |
| Paříž        | Marat Safin     | Radek Štěpánek   | 6–3, 7–6(5), 6–3      | Jonas Björkman Todd Woodbridge    | Wayne Black Kevin Ullyett      | 6–3, 6–4      |

### 2005
| Turnaj       | vítěz         | finalista       | výsledek                      | vítězové                       | finalisté                      | výsledek            |
| ------------ | ------------- | --------------- | ----------------------------- | ------------------------------ | ------------------------------ | ------------------- |
| Indian Wells | Roger Federer | Lleyton Hewitt  | 6–2, 6–4, 6–4                 | Mark Knowles Daniel Nestor     | Wayne Arthurs Paul Hanley      | 7–6(6), 7–6(2)      |
| Miami        | Roger Federer | Rafael Nadal    | 2–6, 6–7(4), 7–6(5), 6–3, 6–1 | Jonas Björkman Max Mirnyj      | Wayne Black Kevin Ullyett      | 6–1, 6–2            |
| Monte Carlo  | Rafael Nadal  | Guillermo Coria | 6–3, 6–1, 0–6, 7–5            | Leander Paes Nenad Zimonjić    | Bob Bryan Mike Bryan           | bez boje            |
| Řím          | Rafael Nadal  | Guillermo Coria | 6–4, 3–6, 6–3, 4–6, 7–6(6)    | Michaël Llodra Fabrice Santoro | Bob Bryan Mike Bryan           | 6–4, 6–2            |
| Hamburk      | Roger Federer | Richard Gasquet | 6–3, 7–5, 7–6(4)              | Jonas Björkman Max Mirnyj      | Michaël Llodra Fabrice Santoro | 4–6, 7–6(2), 7–6(3) |
| Montreal     | Rafael Nadal  | Andre Agassi    | 6–3, 4–6, 6–2                 | Wayne Black Kevin Ullyett      | Jonatan Erlich Andy Ram        | 6–7(5), 6–3, 6–0    |
| Cincinnati   | Roger Federer | Andy Roddick    | 6–3, 7–5                      | Jonas Björkman Max Mirnyj      | Wayne Black Kevin Ullyett      | 7–6(3), 6–2         |
| Madrid       | Rafael Nadal  | Ivan Ljubičić   | 3–6, 2–6, 6–3, 6–4, 7–6(3)    | Mark Knowles Daniel Nestor     | Leander Paes Nenad Zimonjić    | 3–6, 6–3, 6–2       |
| Paříž        | Tomáš Berdych | Ivan Ljubičić   | 6–3, 6–4, 3–6, 4–6, 6–4       | Bob Bryan Mike Bryan           | Mark Knowles Daniel Nestor     | 6–4, 6–7(3), 6–4    |

### 2006
| Turnaj       | vítěz             | finalista           | výsledek                         | vítězové                   | finalisté                      | výsledek        |
| ------------ | ----------------- | ------------------- | -------------------------------- | -------------------------- | ------------------------------ | --------------- |
| Indian Wells | Roger Federer     | James Blake         | 7–5, 6–3, 6–0                    | Mark Knowles Daniel Nestor | Bob Bryan Mike Bryan           | 6–4, 6–4        |
| Miami        | Roger Federer     | Ivan Ljubičić       | 7–6(5), 7–6(4), 7–6(6)           | Jonas Björkman Max Mirnyj  | Bob Bryan Mike Bryan           | 6–4, 6–4        |
| Monte Carlo  | Rafael Nadal      | Roger Federer       | 6–2, 6–7(2), 6–3, 7–6(5)         | Jonas Björkman Max Mirnyj  | Fabrice Santoro Nenad Zimonjić | 6–2, 7–6(2)     |
| Řím          | Rafael Nadal      | Roger Federer       | 6–7(0), 7–6(5), 6–4, 2–6, 7–6(5) | Mark Knowles Daniel Nestor | Jonatan Erlich Andy Ram        | 6–4, 5–7, 13–11 |
| Hamburk      | Tommy Robredo     | Radek Štěpánek      | 6–1, 6–3, 6–3                    | Paul Hanley Kevin Ullyett  | Mark Knowles Daniel Nestor     | 6–2, 7–6(8)     |
| Toronto      | Roger Federer     | Richard Gasquet     | 2–6, 6–3, 6–2                    | Bob Bryan Mike Bryan       | Paul Hanley Kevin Ullyett      | 6–3, 7–5        |
| Cincinnati   | Andy Roddick      | Juan Carlos Ferrero | 6–3, 6–4                         | Jonas Björkman Max Mirnyj  | Bob Bryan Mike Bryan           | 3–6, 6–3, 10–7  |
| Madrid       | Roger Federer     | Fernando González   | 7–5, 6–1, 6–0                    | Bob Bryan Mike Bryan       | Mark Knowles Daniel Nestor     | 7–5, 6–4        |
| Paříž        | Nikolaj Davyděnko | Dominik Hrbatý      | 6–1, 6–2, 6–2                    | A. Clément Michaël Llodra  | Fabrice Santoro Nenad Zimonjić | 7–6(4), 6–2     |

### 2007
| Turnaj       | vítěz            | finalista         | výsledek            | vítězové                    | finalisté                        | výsledek          |
| ------------ | ---------------- | ----------------- | ------------------- | --------------------------- | -------------------------------- | ----------------- |
| Indian Wells | Rafael Nadal     | Novak Djoković    | 6–2, 7–5            | Martin Damm Leander Paes    | Jonatan Erlich Andy Ram          | 6–4, 6–4          |
| Miami        | Novak Djoković   | Guillermo Cañas   | 6–3, 6–2, 6–4       | Bob Bryan Mike Bryan        | Martin Damm Leander Paes         | 6–7(7), 6–3, 10–7 |
| Monte Carlo  | Rafael Nadal     | Roger Federer     | 6–4, 6–4            | Bob Bryan Mike Bryan        | Julien Benneteau Richard Gasquet | 6–2, 6–1          |
| Řím          | Rafael Nadal     | Fernando González | 6–2, 6–2            | Fabrice Santoro N. Zimonjić | Bob Bryan Mike Bryan             | 6–4, 6–7(4), 10–7 |
| Hamburk      | Roger Federer    | Rafael Nadal      | 2–6, 6–2, 6–0       | Bob Bryan Mike Bryan        | Paul Hanley Kevin Ullyett        | 6–3, 6–4          |
| Montreal     | Novak Djoković   | Roger Federer     | 7–6(2), 2–6, 7–6(2) | Maheš Bhúpatí Pavel Vízner  | Paul Hanley Kevin Ullyett        | 6–4, 6–4          |
| Cincinnati   | Roger Federer    | James Blake       | 6–1, 6–4            | Jonatan Erlich Andy Ram     | Bob Bryan Mike Bryan             | 4–6, 6–3, 13–11   |
| Madrid       | David Nalbandian | Roger Federer     | 1–6, 6–3, 6–3       | Bob Bryan Mike Bryan        | M. Fyrstenberg Marcin Matkowski  | 6–3, 7–6(4)       |
| Paříž        | David Nalbandian | Rafael Nadal      | 6–4, 6–0            | Bob Bryan Mike Bryan        | Daniel Nestor Nenad Zimonjić     | 6–3, 7–6(4)       |

### 2008
| Turnaj       | vítěz              | finalista          | výsledek         | vítězové                     | finalisté                    | výsledek          |
| ------------ | ------------------ | ------------------ | ---------------- | ---------------------------- | ---------------------------- | ----------------- |
| Indian Wells | Novak Djoković     | Mardy Fish         | 6–2, 5–7, 6–3    | Jonatan Erlich Andy Ram      | Daniel Nestor Nenad Zimonjić | 6–4, 6–4          |
| Miami        | Nikolaj Davyděnko  | Rafael Nadal       | 6–4, 6–2         | Bob Bryan Mike Bryan         | Maheš Bhúpatí Mark Knowles   | 6–2, 6–2          |
| Monte Carlo  | Rafael Nadal       | Roger Federer      | 7–5, 7–5         | Rafael Nadal Tommy Robredo   | Maheš Bhúpatí Mark Knowles   | 6–3, 6–3          |
| Řím          | Novak Djoković     | Stanislas Wawrinka | 4–6, 6–3, 6–3    | Bob Bryan Mike Bryan         | Daniel Nestor Nenad Zimonjić | 3–6, 6–4, 10–8    |
| Hamburk      | Rafael Nadal       | Roger Federer      | 7–5, 6–7(3), 6–3 | Daniel Nestor Nenad Zimonjić | Bob Bryan Mike Bryan         | 6–4, 5–7, 10–8    |
| Toronto      | Rafael Nadal       | Nicolas Kiefer     | 6–3, 6–2         | Daniel Nestor Nenad Zimonjić | Bob Bryan Mike Bryan         | 6–2, 4–6, 10–6    |
| Cincinnati   | Andy Murray        | Novak Djoković     | 7–6(4), 7–6(5)   | Bob Bryan Mike Bryan         | Jonatan Erlich Andy Ram      | 4–6, 7–6(2), 10–7 |
| Madrid       | Andy Murray        | Gilles Simon       | 6–4, 7–6(6)      | M. Fyrstenberg M. Matkowski  | Maheš Bhúpatí Mark Knowles   | 6–4, 6–2          |
| Paříž        | Jo-Wilfried Tsonga | David Nalbandian   | 6–3, 4–6, 6–4    | Jonas Björkman Kevin Ullyett | Jeff Coetzee Wesley Moodie   | 6–2, 6–2          |

### 2009
| Turnaj       | vítěz             | finalista             | výsledek            | vítězové                            | finalisté                            | výsledek           |
| ------------ | ----------------- | --------------------- | ------------------- | ----------------------------------- | ------------------------------------ | ------------------ |
| Indian Wells | Rafael Nadal      | Andy Murray           | 6–1, 6–2            | Mardy Fish Andy Roddick             | Max Mirnyj Andy Ram                  | 3–6, 6–1, 14–12    |
| Miami        | Andy Murray       | Novak Djoković        | 6–2, 7–5            | Max Mirnyj Andy Ram                 | Ashley Fisher Stephen Huss           | 6–7(4), 6–2, 10–7  |
| Monte Carlo  | Rafael Nadal      | Novak Djoković        | 6–3, 2–6, 6–1       | Daniel Nestor Nenad Zimonjić        | Bob Bryan Mike Bryan                 | 6–1, 6–4           |
| Řím          | Rafael Nadal      | Novak Djoković        | 7–62, 6–2           | Daniel Nestor Nenad Zimonjić        | Bob Bryan Mike Bryan                 | 7–6(5), 6–3        |
| Madrid       | Roger Federer     | Rafael Nadal          | 6–4, 6–4            | Daniel Nestor Nenad Zimonjić        | Simon Aspelin Wesley Moodie          | 6–4, 6–4           |
| Montreal     | Andy Murray       | Juan Martín del Potro | 6–7(4), 7–6(3), 6–1 | Maheš Bhúpatí Mark Knowles          | Max Mirnyj Andy Ram                  | 6–4, 6–3           |
| Cincinnati   | Roger Federer     | Novak Djoković        | 6–1, 7–5            | Daniel Nestor Nenad Zimonjić        | Bob Bryan Mike Bryan                 | 3–6, 7–6(2), 15–13 |
| Šanghaj      | Nikolaj Davyděnko | Rafael Nadal          | 7–6(3), 6–3         | Julien Benneteau Jo-Wilfried Tsonga | Mariusz Fyrstenberg Marcin Matkowski | 6–2, 6–4           |
| Paříž        | Novak Djoković    | Gaël Monfils          | 6–2, 5–7, 7–6(3)    | Daniel Nestor Nenad Zimonjić        | Marcel Granollers Tommy Robredo      | 6–3, 6–4           |

### 2010
| Turnaj       | vítěz         | finalista         | výsledek            | vítězové                     | finalisté                            | výsledek         |
| ------------ | ------------- | ----------------- | ------------------- | ---------------------------- | ------------------------------------ | ---------------- |
| Indian Wells | Ivan Ljubičić | Andy Roddick      | 7–6(3), 7–6(5)      | Marc López Rafael Nadal      | Daniel Nestor Nenad Zimonjić         | 7–6(8), 6–3      |
| Miami        | Andy Roddick  | Tomáš Berdych     | 7–5, 6–4            | Lukáš Dlouhý Leander Paes    | Maheš Bhúpatí Max Mirnyj             | 6–2, 7–5         |
| Monte Carlo  | Rafael Nadal  | Fernando Verdasco | 6–0, 6–1            | Daniel Nestor Nenad Zimonjić | Maheš Bhúpatí Max Mirnyj             | 6–3, 2–0skreč    |
| Řím          | Rafael Nadal  | David Ferrer      | 7–5, 6–2            | Bob Bryan Mike Bryan         | John Isner Sam Querrey               | 6–2, 6–3         |
| Madrid       | Rafael Nadal  | Roger Federer     | 6–4, 7–6(5)         | Bob Bryan Mike Bryan         | Daniel Nestor Nenad Zimonjić         | 6–3, 6–4         |
| Toronto      | Andy Murray   | Roger Federer     | 7–5, 7–5            | Bob Bryan Mike Bryan         | Julien Benneteau Michaël Llodra      | 7–5, 6–3         |
| Cincinnati   | Roger Federer | Mardy Fish        | 6–7(5), 7–6(1), 6–4 | Bob Bryan Mike Bryan         | Maheš Bhúpatí Max Mirnyj             | 6–3, 6–4         |
| Šanghaj      | Andy Murray   | Roger Federer     | 6–3, 6–2            | Jürgen Melzer Leander Paes   | Mariusz Fyrstenberg Marcin Matkowski | 7–5, 4–6, [10–5] |

### 2011
| Turnaj       | vítěz          | finalista          | výsledek       | vítězové                           | finalisté                        | výsledek          |
| ------------ | -------------- | ------------------ | -------------- | ---------------------------------- | -------------------------------- | ----------------- |
| Indian Wells | Novak Djoković | Rafael Nadal       | 4–6, 6–3, 6–2  | Alexandr Dolgopolov Xavier Malisse | Roger Federer Stanislas Wawrinka | 6–4, 65–7, [10–7] |
| Miami        | Novak Djoković | Rafael Nadal       | 4–6, 6–3, 7–64 | Maheš Bhúpatí Leander Paes         | Max Mirnyj Daniel Nestor         | 65–7, 6–2, [10–5] |
| Monte Carlo  | Rafael Nadal   | David Ferrer       | 6–4, 7–5       | Bob Bryan Mike Bryan               | Juan Ignacio Chela Bruno Soares  | 6–3, 6–2          |
| Madrid       | Novak Djoković | Rafael Nadal       | 7–5, 6–4       | Bob Bryan Mike Bryan               | Michaël Llodra Nenad Zimonjić    | 6–3, 6–3          |
| Řím          | Novak Djoković | Rafael Nadal       | 6–4, 6–4       | John Isner Sam Querrey             | Mardy Fish Andy Roddick          | bez boje          |
| Montreal     | Novak Djoković | Mardy Fish         | 6–2, 3–6, 6–4  | Michaël Llodra Nenad Zimonjić      | Bob Bryan Mike Bryan             | 6–4, 65–7, 10–5   |
| Cincinnati   | Andy Murray    | Novak Djoković     | 6–4, 3–0skreč  | Max Mirnyj Daniel Nestor           | Michaël Llodra Nenad Zimonjić    | 7–64, 7–62        |
| Šanghaj      | Andy Murray    | David Ferrer       | 7–5, 6–4       | Max Mirnyj Daniel Nestor           | Michaël Llodra Nenad Zimonjić    | 3–6, 6–1, [12–10] |
| Paříž        | Roger Federer  | Jo-Wilfried Tsonga | 6–1, 7–63      | Rohan Bopanna Ajsám Kúreší         | Julien Benneteau Nicolas Mahut   | 6–2, 6–4          |

### 2012
| Turnaj       | vítěz          | finalista       | výsledek             | vítězové                             | finalisté                      | výsledek              |
| ------------ | -------------- | --------------- | -------------------- | ------------------------------------ | ------------------------------ | --------------------- |
| Indian Wells | Roger Federer  | John Isner      | 7–67, 6–3            | Marc López Rafael Nadal              | John Isner Sam Querrey         | 6–2, 7–63             |
| Miami        | Novak Djoković | Andy Murray     | 6–1, 7–64            | Leander Paes Radek Štěpánek          | Max Mirnyj Daniel Nestor       | 3–6, 6–1, [10–8]      |
| Monte Carlo  | Rafael Nadal   | Novak Djoković  | 6–3, 6–1             | Bob Bryan Mike Bryan                 | Max Mirnyj Daniel Nestor       | 6–2, 6–3              |
| Madrid       | Roger Federer  | Tomáš Berdych   | 3–6, 7–5, 7–5        | Mariusz Fyrstenberg Marcin Matkowski | Robert Lindstedt Horia Tecău   | 6–3, 6–4              |
| Řím          | Rafael Nadal   | Novak Djoković  | 7–5, 6–3             | Marcel Granollers Marc López         | Łukasz Kubot Janko Tipsarević  | 6–3, 6–2              |
| Toronto      | Novak Djoković | Richard Gasquet | 6–3, 6–2             | Bob Bryan Mike Bryan                 | Marcel Granollers Marc López   | 6–1, 4–6, [12–10]     |
| Cincinnati   | Roger Federer  | Novak Djoković  | 6–0, 7–6(9–7)        | Robert Lindstedt Horia Tecău         | Maheš Bhúpatí Rohan Bopanna    | 6–4, 6–4              |
| Šanghaj      | Novak Djoković | Andy Murray     | 5–7, 7–6(13–11), 6–3 | Leander Paes Radek Štěpánek          | Maheš Bhúpatí Rohan Bopanna    | 6–7(7–9), 6–3, [10–5] |
| Paříž        | David Ferrer   | Jerzy Janowicz  | 6–4, 6–3             | Maheš Bhúpatí Rohan Bopanna          | Ajsám Kúreší Jean-Julien Rojer | 7–6(8–6), 6–3         |

### 2013
| Turnaj       | vítěz          | finalista             | výsledek            | vítězové                        | finalisté                            | výsledek                   |
| ------------ | -------------- | --------------------- | ------------------- | ------------------------------- | ------------------------------------ | -------------------------- |
| Indian Wells | Rafael Nadal   | Juan Martín del Potro | 4–6, 6–3, 6–4       | Bob Bryan Mike Bryan            | Treat Conrad Huey Jerzy Janowicz     | 6–3, 3–6, [10–6]           |
| Miami        | Andy Murray    | David Ferrer          | 2–6, 6–4, 7–61      | Ajsám Kúreší Jean-Julien Rojer  | Mariusz Fyrstenberg Marcin Matkowski | 6–4, 6–1                   |
| Monte Carlo  | Novak Djoković | Rafael Nadal          | 6–2, 7–6(7–1)       | Julien Benneteau Nenad Zimonjić | Bob Bryan Mike Bryan                 | 4–6, 7–6(7–4), [14–12]     |
| Madrid       | Rafael Nadal   | Stanislas Wawrinka    | 6–2, 6–4            | Bob Bryan Mike Bryan            | Alexander Peya Bruno Soares          | 6–2, 6–3                   |
| Řím          | Rafael Nadal   | Roger Federer         | 6–1, 6–3            | Bob Bryan Mike Bryan            | Maheš Bhúpatí Rohan Bopanna          | 6–2, 6–3                   |
| Montréal     | Rafael Nadal   | Milos Raonic          | 6–2, 6–2            | Alexander Peya Bruno Soares     | Colin Fleming Andy Murray            | 6–4, 7–6(7–4)              |
| Cincinnati   | Rafael Nadal   | John Isner            | 7–6(10–8), 7–6(7–3) | Bob Bryan Mike Bryan            | Marcel Granollers Marc López         | 6–4, 4–6, [10–4]           |
| Šanghaj      | Novak Djoković | Juan Martín del Potro | 6–1, 3–6, 7–6(7–3)  | Ivan Dodig Marcelo Melo         | David Marrero Fernando Verdasco      | 7–6(7–2), 6–7(6–8), [10–2] |
| Paříž        | Novak Djoković | David Ferrer          | 7–5, 7–5            | Bob Bryan Mike Bryan            | Alexander Peya Bruno Soares          | 6–3, 6–3                   |

### 2014
| Turnaj       | vítěz              | finalista     | výsledek           | vítězové                     | finalisté                               | výsledek              |
| ------------ | ------------------ | ------------- | ------------------ | ---------------------------- | --------------------------------------- | --------------------- |
| Indian Wells | Novak Djoković     | Roger Federer | 3–6, 6–3, 7–6(7–3) | Bob Bryan Mike Bryan         | Alexander Peya Bruno Soares             | 6–4, 6–3              |
| Miami        | Novak Djoković     | Rafael Nadal  | 6–3, 6–3           | Bob Bryan Mike Bryan         | Juan Sebastián Cabal Robert Farah       | 7–6(10–8), 6–4        |
| Monte Carlo  | Stanislas Wawrinka | Roger Federer | 4–6, 7–6(7–5), 6–2 | Bob Bryan Mike Bryan         | Ivan Dodig Marcelo Melo                 | 6–3, 3–6, [10–8]      |
| Madrid       | Rafael Nadal       | Kei Nišikori  | 2–6, 6–4, 3–0skreč | Daniel Nestor Nenad Zimonjić | Bob Bryan Mike Bryan                    | 6–4, 6–2              |
| Řím          | Novak Djoković     | Rafael Nadal  | 4–6, 6–3, 6–3      | Daniel Nestor Nenad Zimonjić | Robin Haase Feliciano López             | 6–4, 7–6(7–2)         |
| Toronto      | Jo-Wilfried Tsonga | Roger Federer | 7–5, 7–6(7–3)      | Alexander Peya Bruno Soares  | Ivan Dodig Marcelo Melo                 | 6–4, 6–3              |
| Cincinnati   | Roger Federer      | David Ferrer  | 6–3, 1–6, 6–2      | Bob Bryan Mike Bryan         | Vasek Pospisil Jack Sock                | 6–3, 6–2              |
| Šanghaj      | Roger Federer      | Gilles Simon  | 7–6(8–6), 7–6(7–2) | Bob Bryan Mike Bryan         | Julien Benneteau Édouard Roger-Vasselin | 6–3, 7–6(7–3)         |
| Paříž        | Novak Djoković     | Milos Raonic  | 6–2, 6–3           | Bob Bryan Mike Bryan         | Marcin Matkowski Jürgen Melzer          | 7–6(7–5), 5–7, [10–6] |

### 2015
| Turnaj       | vítěz          | finalista          | výsledek           | vítězové                             | finalisté                            | výsledek              |
| ------------ | -------------- | ------------------ | ------------------ | ------------------------------------ | ------------------------------------ | --------------------- |
| Indian Wells | Novak Djoković | Roger Federer      | 6–3, 6–7(5–7), 6–2 | Vasek Pospisil Jack Sock             | Simone Bolelli Fabio Fognini         | 6–4, 6–7(3–7), [10–7] |
| Miami        | Novak Djoković | Andy Murray        | 7–6(7–3), 4–6, 6–0 | Bob Bryan Mike Bryan                 | Vasek Pospisil Jack Sock             | 6–3, 1–6, [10–8]      |
| Monte Carlo  | Novak Djoković | Tomáš Berdych      | 7–5, 4–6, 6–3      | Bob Bryan Mike Bryan                 | Simone Bolelli Fabio Fognini         | 7–6(7–3), 6–1         |
| Madrid       | Andy Murray    | Rafael Nadal       | 6–3, 6–2           | Rohan Bopanna Florin Mergea          | Marcin Matkowski Nenad Zimonjić      | 6–2, 6–7(5–7), [11–9] |
| Řím          | Novak Djoković | Roger Federer      | 6–4, 6–3           | Pablo Cuevas David Marrero           | Marcel Granollers Marc López         | 6–4, 7–5              |
| Montréal     | Andy Murray    | Novak Djoković     | 6–4, 4–6, 6–3      | Bob Bryan Mike Bryan                 | Daniel Nestor Édouard Roger-Vasselin | 7–6(7–5), 3–6, [10–6] |
| Cincinnati   | Roger Federer  | Novak Djoković     | 7–6(7–1), 6–3      | Daniel Nestor Édouard Roger-Vasselin | Marcin Matkowski Nenad Zimonjić      | 6–2, 6–2              |
| Šanghaj      | Novak Djoković | Jo-Wilfried Tsonga | 6–2, 6–4           | Raven Klaasen Marcelo Melo           | Simone Bolelli Fabio Fognini         | 6–3, 6–3              |
| Paříž        | Novak Djoković | Andy Murray        | 6–2, 6–4           | Ivan Dodig Marcelo Melo              | Vasek Pospisil Jack Sock             | 2–6, 6–3, [10–5]      |

### 2016
| Turnaj       | vítězové                            | finalisté                           | výsledek                   |
| ------------ | ----------------------------------- | ----------------------------------- | -------------------------- |
| Indian Wells | Novak Djoković                      | Milos Raonic                        | 6–2, 6–0                   |
| Indian Wells | Pierre-Hugues Herbert Nicolas Mahut | Vasek Pospisil Jack Sock            | 6–3, 7–6(7–5)              |
| Miami        | Novak Djoković                      | Kei Nišikori                        | 6–3, 6–3                   |
| Miami        | Pierre-Hugues Herbert Nicolas Mahut | Raven Klaasen Rajeev Ram            | 5–7, 6–1, [10–7]           |
| Monte Carlo  | Rafael Nadal                        | Gaël Monfils                        | 7–5, 5–7, 6–0              |
| Monte Carlo  | Pierre-Hugues Herbert Nicolas Mahut | Jamie Murray Bruno Soares           | 4–6, 6–0, [10–6]           |
| Madrid       | Novak Djoković                      | Andy Murray                         | 6–2, 3–6, 6–3              |
| Madrid       | Jean-Julien Rojer Horia Tecău       | Rohan Bopanna Florin Mergea         | 6–4, 7–6 (7–5)             |
| Řím          | Andy Murray                         | Novak Djoković                      | 6–3, 6–3                   |
| Řím          | Bob Bryan Mike Bryan                | Vasek Pospisil Jack Sock            | 2–6, 6–3, [10–7]           |
| Toronto      | Novak Djoković                      | Kei Nišikori                        | 6–3, 7–5                   |
| Toronto      | Ivan Dodig Marcelo Melo             | Jamie Murray Bruno Soares           | 6–4, 6–4                   |
| Cincinnati   | Marin Čilić                         | Andy Murray                         | 6–4, 7–5                   |
| Cincinnati   | Ivan Dodig Marcelo Melo             | Jean-Julien Rojer Horia Tecău       | 7–6(7–5), 6–7(5–7), [10–6] |
| Šanghaj      | Andy Murray                         | Roberto Bautista Agut               | 7−6(7−1), 6−1              |
| Šanghaj      | John Isner Jack Sock                | Henri Kontinen John Peers           | 6–4, 6–4                   |
| Paříž        | Andy Murray                         | John Isner                          | 6–3, 6–7(4–7), 6–4         |
| Paříž        | Henri Kontinen John Peers           | Pierre-Hugues Herbert Nicolas Mahut | 6–4, 3–6, [10–6]           |

### 2017
| Turnaj       | vítězové                            | finalisté                            | výsledek              |
| ------------ | ----------------------------------- | ------------------------------------ | --------------------- |
| Indian Wells | Roger Federer                       | Stan Wawrinka                        | 6–4, 7–5              |
| Indian Wells | Raven Klaasen Rajeev Ram            | Łukasz Kubot Marcelo Melo            | 6–7(1–7), 6–4, [10–8] |
| Miami        | Roger Federer                       | Rafael Nadal                         | 6–3, 6–4              |
| Miami        | Łukasz Kubot Marcelo Melo           | Nicholas Monroe Jack Sock            | 7–5, 6–3              |
| Monte Carlo  | Rafael Nadal                        | Albert Ramos-Viñolas                 | 6–1, 6–3              |
| Monte Carlo  | Rohan Bopanna Pablo Cuevas          | Feliciano López Marc López           | 6–3, 3–6, [10–4]      |
| Madrid       | Rafael Nadal                        | Dominic Thiem                        | 7–6(10–8), 6–4        |
| Madrid       | Łukasz Kubot Marcelo Melo           | Nicolas Mahut Édouard Roger-Vasselin | 7–5, 6–3              |
| Řím          | Alexander Zverev                    | Novak Djoković                       | 6–4, 6–3              |
| Řím          | Pierre-Hugues Herbert Nicolas Mahut | Ivan Dodig Marcel Granollers         | 4–6, 6–4, [10–3]      |
| Montréal     | Alexander Zverev                    | Roger Federer                        | 6–3, 6–4              |
| Montréal     | Pierre-Hugues Herbert Nicolas Mahut | Ivan Dodig Rohan Bopanna             | 6–4, 3–6, [10–6]      |
| Cincinnati   | Grigor Dimitrov                     | Nick Kyrgios                         | 6–3, 7–5              |
| Cincinnati   | Pierre-Hugues Herbert Nicolas Mahut | Jamie Murray Bruno Soares            | 7–6(8–6), 6–4         |
| Šanghaj      | Roger Federer                       | Rafael Nadal                         | 6–4, 6–3              |
| Šanghaj      | Henri Kontinen John Peers           | Łukasz Kubot Marcelo Melo            | 6–4, 6–2              |
| Paříž        | Jack Sock                           | Filip Krajinović                     | 5–7, 6–4, 6–1         |
| Paříž        | Łukasz Kubot Marcelo Melo           | Ivan Dodig Marcel Granollers         | 7–6(7–3), 3–6, [10–6] |

### 2018
| Turnaj       | vítězové                          | finalisté                         | výsledek                 |
| ------------ | --------------------------------- | --------------------------------- | ------------------------ |
| Indian Wells | Juan Martín del Potro             | Roger Federer                     | 6–4, 6–7(8–10), 7–6(7–2) |
| Indian Wells | John Isner Jack Sock              | Bob Bryan Mike Bryan              | 7–6(7–4), 7–6(7–2)       |
| Miami        | John Isner                        | Alexander Zverev                  | 6–7(4–7), 6–4, 6–4       |
| Miami        | Bob Bryan Mike Bryan              | Karen Chačanov Andrej Rubljov     | 4–6, 7–6(7–5), [10–4]    |
| Monte-Carlo  | Rafael Nadal                      | Kei Nišikori                      | 6–3, 6–2                 |
| Monte-Carlo  | Bob Bryan Mike Bryan              | Oliver Marach Mate Pavić          | 7–6(7–5), 6–3            |
| Madrid       | Alexander Zverev                  | Dominic Thiem                     | 6–4, 6–4                 |
| Madrid       | Nikola Mektić Alexander Peya      | Bob Bryan Mike Bryan              | 5–3skreč                 |
| Řím          | Rafael Nadal                      | Alexander Zverev                  | 6–1, 1–6, 6–3            |
| Řím          | Juan Sebastián Cabal Robert Farah | Pablo Carreño Busta João Sousa    | 3–6, 6–4, [10–4]         |
| Toronto      | Rafael Nadal                      | Stefanos Tsitsipas                | 6–2, 7–6(7–4)            |
| Toronto      | Henri Kontinen John Peers         | Raven Klaasen Michael Venus       | 6–2, 6–7(7–9), [10–6]    |
| Cincinnati   | Novak Djoković                    | Roger Federer                     | 6–4, 6–4                 |
| Cincinnati   | Jamie Murray Bruno Soares         | Juan Sebastián Cabal Robert Farah | 4–6, 6–3, [10–6]         |
| Šanghaj      | Novak Djoković                    | Borna Ćorić                       | 6–3, 6–4                 |
| Šanghaj      | Łukasz Kubot Marcelo Melo         | Jamie Murray Bruno Soares         | 6–2, 6–4                 |
| Paříž        | Karen Chačanov                    | Novak Djoković                    | 7–5, 6–4                 |
| Paříž        | Marcel Granollers Rajeev Ram      | Jean-Julien Rojer Horia Tecău     | 6–4, 6–4                 |

### 2019
| Turnaj       | vítězové                            | finalisté                         | výsledek                   |
| ------------ | ----------------------------------- | --------------------------------- | -------------------------- |
| Indian Wells | Dominic Thiem                       | Roger Federer                     | 3–6, 6–3, 7–5              |
| Indian Wells | Nikola Mektić Horacio Zeballos      | Łukasz Kubot Marcelo Melo         | 4–6, 6–4, [10–3]           |
| Miami        | Roger Federer                       | John Isner                        | 6–1, 6–4                   |
| Miami        | Bob Bryan Mike Bryan                | Wesley Koolhof Stefanos Tsitsipas | 7–5, 7–6(10–8)             |
| Monte-Carlo  | Fabio Fognini                       | Dušan Lajović                     | 6−3, 6−4                   |
| Monte-Carlo  | Nikola Mektić Franko Škugor         | Robin Haase Wesley Koolhof        | 6–7(3–7), 7–6(7–3), [11–9] |
| Madrid       | Novak Djoković                      | Stefanos Tsitsipas                | 6–3, 6–4                   |
| Madrid       | Jean-Julien Rojer Horia Tecău       | Diego Schwartzman Dominic Thiem   | 6–2, 6–3                   |
| Řím          | Rafael Nadal                        | Novak Djoković                    | 6–0, 4–6, 6–1              |
| Řím          | Juan Sebastián Cabal Robert Farah   | Raven Klaasen Michael Venus       | 6–1, 6–3                   |
| Montréal     | Rafael Nadal                        | Daniil Medveděv                   | 6–3, 6–0                   |
| Montréal     | Marcel Granollers Horacio Zeballos  | Robin Haase Wesley Koolhof        | 7–5, 7–5                   |
| Cincinnati   | Daniil Medveděv                     | David Goffin                      | 7–6(7–3), 6–4              |
| Cincinnati   | Ivan Dodig Filip Polášek            | Juan Sebastián Cabal Robert Farah | 4–6, 6–4, [10–6]           |
| Šanghaj      | Daniil Medveděv                     | Alexander Zverev                  | 6–4, 6–1                   |
| Šanghaj      | Mate Pavić Bruno Soares             | Łukasz Kubot Marcelo Melo         | 6–4, 6–2                   |
| Paříž        | Novak Djoković                      | Denis Shapovalov                  | 6–3, 6–4                   |
| Paříž        | Nicolas Mahut Pierre-Hugues Herbert | Karen Chačanov Andrej Rubljov     | 6–4, 6–1                   |

### 2020
| Turnaj                | vítězové                             | finalisté                       | výsledek                        |
| --------------------- | ------------------------------------ | ------------------------------- | ------------------------------- |
| Indian Wells          | zrušeno pro pandemii koronaviru      | zrušeno pro pandemii koronaviru | zrušeno pro pandemii koronaviru |
| Miami                 | zrušeno pro pandemii koronaviru      | zrušeno pro pandemii koronaviru | zrušeno pro pandemii koronaviru |
| Monte-Carlo           | zrušeno pro pandemii koronaviru      | zrušeno pro pandemii koronaviru | zrušeno pro pandemii koronaviru |
| Madrid                | zrušeno pro pandemii koronaviru      | zrušeno pro pandemii koronaviru | zrušeno pro pandemii koronaviru |
| Toronto               | zrušeno pro pandemii koronaviru      | zrušeno pro pandemii koronaviru | zrušeno pro pandemii koronaviru |
| Cincinnati (New York) | Novak Djoković                       | Milos Raonic                    | 1–6, 6–3, 6–4                   |
| Cincinnati (New York) | Pablo Carreño Busta Alex de Minaur   | Jamie Murray Neal Skupski       | 6–2, 7–5                        |
| Řím                   | Novak Djoković                       | Diego Schwartzman               | 7–5, 6–3                        |
| Řím                   | Marcel Granollers Horacio Zeballos   | Jérémy Chardy Fabrice Martin    | 6–4, 5–7, [10–8]                |
| Šanghaj               | zrušeno pro pandemii koronaviru      | zrušeno pro pandemii koronaviru | zrušeno pro pandemii koronaviru |
| Paříž                 | Daniil Medveděv                      | Alexander Zverev                | 5–7, 6–4, 6–1                   |
| Paříž                 | Félix Auger-Aliassime Hubert Hurkacz | Mate Pavić Bruno Soares         | 6–7(3–7), 7–6(9–7), [10–2]      |

### 2021
| Turnaj       | vítězové                           | finalisté                           | výsledek                        |
| ------------ | ---------------------------------- | ----------------------------------- | ------------------------------- |
| Miami        | Hubert Hurkacz                     | Jannik Sinner                       | 7–6(7–4), 6–4                   |
| Miami        | Nikola Mektić Mate Pavić           | Daniel Evans Neal Skupski           | 6–4, 6–4                        |
| Monte-Carlo  | Stefanos Tsitsipas                 | Andrej Rubljov                      | 6–3, 6–3                        |
| Monte-Carlo  | Nikola Mektić Mate Pavić           | Daniel Evans Neal Skupski           | 6–3, 4–6, [10–7]                |
| Madrid       | Alexander Zverev                   | Matteo Berrettini                   | 6–7(8–10), 6–4, 6–3             |
| Madrid       | Marcel Granollers Horacio Zeballos | Nikola Mektić Mate Pavić            | 1–6, 6–3, [10–8]                |
| Řím          | Rafael Nadal                       | Novak Djoković                      | 7–5, 1–6, 6–3                   |
| Řím          | Nikola Mektić Mate Pavić           | Rajeev Ram Joe Salisbury            | 6–4, 7–6(7–4)                   |
| Toronto      | Daniil Medveděv                    | Reilly Opelka                       | 6–4, 6–3                        |
| Toronto      | Rajeev Ram Joe Salisbury           | Nikola Mektić Mate Pavić            | 6–3, 4–6, [10–3]                |
| Cincinnati   | Alexander Zverev                   | Andrej Rubljov                      | 6–2, 6–3                        |
| Cincinnati   | Marcel Granollers Horacio Zeballos | Steve Johnson Austin Krajicek       | 7–6(7–5), 7–6(7–5)              |
| Šanghaj      | zrušeno pro pandemii koronaviru    | zrušeno pro pandemii koronaviru     | zrušeno pro pandemii koronaviru |
| Indian Wells | Cameron Norrie                     | Nikoloz Basilašvili                 | 3–6, 6–4, 6–1                   |
| Indian Wells | John Peers Filip Polášek           | Aslan Karacev Andrej Rubljov        | 6–3, 7–6(7–5)                   |
| Paříž        | Novak Djoković                     | Daniil Medveděv                     | 4–6, 6–3, 6–3                   |
| Paříž        | Tim Pütz Michael Venus             | Pierre-Hugues Herbert Nicolas Mahut | 6–3, 6–7(4–7), [11–9]           |

### 2022
| Turnaj       | vítězové                        | finalisté                                | výsledek                        |
| ------------ | ------------------------------- | ---------------------------------------- | ------------------------------- |
| Indian Wells | Taylor Fritz                    | Rafael Nadal                             | 6–3, 7–6(7–5)                   |
| Indian Wells | John Isner Jack Sock            | Santiago González Édouard Roger-Vasselin | 7–6(7–4), 6–3                   |
| Miami        | Carlos Alcaraz                  | Casper Ruud                              | 7–5, 6–4                        |
| Miami        | Hubert Hurkacz John Isner       | Wesley Koolhof Neal Skupski              | 7–6(7–5), 6–4                   |
| Monte-Carlo  | Stefanos Tsitsipas              | Alejandro Davidovich Fokina              | 6–3, 7–6(7–3)                   |
| Monte-Carlo  | Rajeev Ram Joe Salisbury        | Juan Sebastián Cabal Robert Farah        | 6–4, 3–6, [10–7]                |
| Madrid       | Carlos Alcaraz                  | Alexander Zverev                         | 6–3, 6–1                        |
| Madrid       | Wesley Koolhof Neal Skupski     | Juan Sebastián Cabal Robert Farah        | 6–7(4–7), 6–4, [10–5]           |
| Řím          | Novak Djoković                  | Stefanos Tsitsipas                       | 6–0, 7–6(7–5)                   |
| Řím          | Nikola Mektić Mate Pavić        | John Isner Diego Schwartzman             | 6–2, 6–7(6–8), [12–10]          |
| Montréal     | Pablo Carreño Busta             | Hubert Hurkacz                           | 3–6, 6–3, 6–3                   |
| Montréal     | Wesley Koolhof Neal Skupski     | Daniel Evans John Peers                  | 6–2, 4–6, [10–6]                |
| Cincinnati   | Borna Ćorić                     | Stefanos Tsitsipas                       | 7–6(7–0), 6–2                   |
| Cincinnati   | Rajeev Ram Joe Salisbury        | Tim Pütz Michael Venus                   | 7–6(7–4), 7–6(7–5)              |
| Šanghaj      | zrušeno pro pandemii koronaviru | zrušeno pro pandemii koronaviru          | zrušeno pro pandemii koronaviru |
| Paříž        | Holger Rune                     | Novak Djoković                           | 3–6, 6–3, 7–5                   |
| Paříž        | Wesley Koolhof Neal Skupski     | Ivan Dodig Austin Krajicek               | 7–6(7–5), 6–4                   |

### 2023
| Turnaj                           | vítězové                                 | finalisté                           | výsledek                |
| -------------------------------- | ---------------------------------------- | ----------------------------------- | ----------------------- |
| Indian Wells (8.–19. března)     | Carlos Alcaraz                           | Daniil Medveděv                     | 6–3, 6–2                |
| Indian Wells (8.–19. března)     | Rohan Bopanna Matthew Ebden              | Wesley Koolhof Neal Skupski         | 6–3, 2–6, [10–8]        |
| Miami (22. března – 2. dubna)    | Daniil Medveděv                          | Jannik Sinner                       | 7–5, 6–3                |
| Miami (22. března – 2. dubna)    | Santiago González Édouard Roger-Vasselin | Austin Krajicek Nicolas Mahut       | 7–6(7–4), 7–5           |
| Monte-Carlo (9.–16. dubna)       | Andrej Rubljov                           | Holger Rune                         | 5−7, 6−2, 7−5           |
| Monte-Carlo (9.–16. dubna)       | Ivan Dodig Austin Krajicek               | Romain Arneodo Sam Weissborn        | 6–0, 4–6, [14–12]       |
| Madrid (26. dubna – 7. května)   | Carlos Alcaraz                           | Jan-Lennard Struff                  | 6–4, 3–6, 6–3           |
| Madrid (26. dubna – 7. května)   | Karen Chačanov Andrej Rubljov            | Rohan Bopanna Matthew Ebden         | 6–3, 3–6, [10–3]        |
| Řím (10.–21. května)             | Daniil Medveděv                          | Holger Rune                         | 7–5, 7–5                |
| Řím (10.–21. května)             | Hugo Nys Jan Zieliński                   | Robin Haase Botic van de Zandschulp | 7–5, 6–1                |
| Toronto (7.–13. srpna)           | Jannik Sinner                            | Alex de Minaur                      | 6–4, 6–1                |
| Toronto (7.–13. srpna)           | Marcelo Arévalo Jean-Julien Rojer        | Rajeev Ram Joe Salisbury            | 6–3, 6–1                |
| Cincinnati (13.–20. srpna)       | Novak Djoković                           | Carlos Alcaraz                      | 5–7, 7–6(9–7), 7–6(7–4) |
| Cincinnati (13.–20. srpna)       | Máximo González Andrés Molteni           | Jamie Murray Michael Venus          | 3–6, 6–1, [11–9]        |
| Šanghaj (4.–15. října)           | Hubert Hurkacz                           | Andrej Rubljov                      | 6–3, 3–6, 7–6(10–8)     |
| Šanghaj (4.–15. října)           | Marcel Granollers Horacio Zeballos       | Rohan Bopanna Matthew Ebden         | 5–7, 6–2, [10–7]        |
| Paříž (30. října – 5. listopadu) | Novak Djoković                           | Grigor Dimitrov                     | 6–4, 6–3                |
| Paříž (30. října – 5. listopadu) | Santiago González Édouard Roger-Vasselin | Rohan Bopanna Matthew Ebden         | 6–2, 5–7, [10–7]        |